# Challenge Cup 2019-2020 (pallavolo maschile)
La Challenge Cup 2019-2020, 40ª edizione della Challenge Cup di pallavolo maschile, si è svolta dal 7 novembre 2019 al 5 marzo 2020: al torneo hanno partecipato quaranta squadre di club europee e la vittoria finale non è stata assegnata ad alcuna squadra a seguito dell'interruzione della competizione a causa della pandemia di COVID-19.

## Regolamento
Le squadre hanno disputato un secondo turno, sedicesimi di finale, ottavi di finale, quarti di finale, semifinali e finale, tutte giocate con gare di andata e ritorno (coi punteggi di 3-0 e 3-1 sono stati assegnati 3 punti alla squadra vincente e 0 a quella perdente, col punteggio di 3-2 sono stati assegnati 2 punti alla squadra vincente e 1 a quella perdente; in caso di parità di punti dopo le due partite è stato disputato un golden set). Gli accoppiamenti fra le squadre per i sedicesimi di finale e gli abbinamenti per i turni successivi sono stati sorteggiati il 26 giugno 2019 a Lussemburgo.
A seguito del diffondersi in Europa della pandemia di COVID-19, la CEV ha rinviato a data da destinarsi una partita e poi sospeso l'intera competizione dapprima fino al 3 aprile e in seguito fino a metà maggio 2020: dato il perdurare della pandemia, il 23 aprile 2020 la CEV ha decretato la chiusura anticipata della manifestazione senza assegnazione del trofeo.

## Squadre partecipanti
| - Erzeni - Partizani Tirana - Graz - Raiffeisen Waldviertel - Ried - Haasrode Leuven - Budaŭnik Minsk - Hebăr - Omonia - Mladost Kaštela | - Gentofte - Pärnu - Saaremaa - Montpellier - Rennes - Hapoël Kfar Saba - Powervolley Milano - Luboteni - CHEV - Vardar | - Budućnost Podgorica - Lycurgus - Warta Zawiercie - Fonte do Bastardo - Sporting Lisbona - Karlovarsko - Kladno - Universitatea Craiova - Zalău - VKP Nitra | - Kamnik - Almería - Linköpings - Lucerna - Schönenwerd - Spor Toto - Tokat - Kaposvár - Kazincbarcika - Pénzügyőr |

## Torneo

### Secondo turno

#### Andata
| 13 novembre 2019 Sporthallen i Linköping, Linköping Durata: 1h:35 - Spettatori: 300    | Linköpings             | 1 - 3 | Pärnu                 | 19-25, 25-14, 21-25, 26-28 |
| 13 novembre 2019 Bahnhofhalle, Lucerna Durata: 1h:46 - Spettatori: 400                 | Lucerna                | 3 - 1 | CHEV                  | 23-25, 27-25, 25-22, 25-18 |
| 13 novembre 2019 C. D. Vitorino Nemésio, Vila da Praia Durata: 1h:22 - Spettatori: 292 | Fonte do Bastardo      | 0 - 3 | Rennes                | 18-25, 22-25, 23-25        |
| 7 novembre 2019 Kaposvár Aréna, Kaposvár Durata: 1h:43 - Spettatori: 389               | Kaposvár               | 3 - 1 | Ried                  | 25-21, 23-25, 25-20, 25-11 |
| 12 novembre 2019 Sporthalle, Zwettl-Niederösterreich Durata: 1h:46 - Spettatori: 432   | Raiffeisen Waldviertel | 3 - 1 | Universitatea Craiova | 29-27, 25-17, 16-25, 25-22 |
| 13 novembre 2019 Sports Hall, Karlovy Vary Durata: 1h:20 - Spettatori: 895             | Karlovarsko            | 3 - 0 | Vardar                | 25-11, 25-20, 25-19        |
| 13 novembre 2019 Ali Yücel Spor Salonu, Tokat Durata: 0h:59 - Spettatori: 1 250        | Tokat                  | 3 - 0 | Kazincbarcika         | 25-17, 25-12, 25-16        |
| 13 novembre 2019 Parku Olimpik, Tirana Durata: 1h:15 - Spettatori: 450                 | Partizani Tirana       | 0 - 3 | Erzeni                | 20-25, 15-25, 20-25        |

#### Ritorno
| 27 novembre 2019 Sports Hall, Pärnu Durata: 1h:38 - Spettatori: 240                       | Pärnu                 | 3 - 2 | Linköpings             | 25-18, 25-22, 20-25, 12-25, 15-10     |
| 28 novembre 2019 Hall Omnisports, Diekirch Durata: 1h:54 - Spettatori: 480                | CHEV                  | 3 - 2 | Lucerna                | 24-26, 24-26, 25-17, 26-24, 15-9      |
| 27 novembre 2019 Salle Colette-Besson, Rennes Durata: 1h:50 - Spettatori: 1 350           | Rennes                | 3 - 1 | Fonte do Bastardo      | 29-27, 25-23, 21-25, 25-22            |
| 27 novembre 2019 Messehalle 18, Ried im Innkreis Durata: 1h:41 - Spettatori: 500          | Ried                  | 1 - 3 | Kaposvár               | 20-25, 25-16, 22-25, 22-25            |
| 27 novembre 2019 Sala Polivalentă Oltenia, Craiova Durata: 1h:34 - Spettatori: 250        | Universitatea Craiova | 3 - 0 | Raiffeisen Waldviertel | 25-19, 25-22, 25-19 Golden set: 15-11 |
| 26 novembre 2019 SRC Kale, Skopje Durata: 1h:25 - Spettatori: 500                         | Vardar                | 1 - 3 | Karlovarsko            | 25-21, 18-25, 17-25, 15-25            |
| 27 novembre 2019 Don Bosco Sportközpont, Kazincbarcika Durata: 1h:49 - Spettatori: 600    | Kazincbarcika         | 2 - 3 | Tokat                  | 25-19, 27-25, 16-25, 23-25, 13-15     |
| 4 dicembre 2019 Pallati i Sportit Dhimitraq Goga, Durazzo Durata: 1h:14 - Spettatori: 350 | Erzeni                | 3 - 0 | Partizani Tirana       | 25-16, 25-19, 26-24                   |

#### Squadre qualificate
| - Erzeni - Pärnu - Rennes - Karlovarsko | - Universitatea Craiova - Lucerna - Tokat - Kaposvár |

### Sedicesimi di finale

#### Andata
| 18 dicembre 2019 Centro Pavesi, Milano Durata: 0h:52 - Spettatori: 300                     | Erzeni                | 0 - 3 | Powervolley Milano | 9-25, 15-25, 7-25                 |
| 12 dicembre 2019 Sports Hall, Pärnu Durata: 1h:31 - Spettatori: 320                        | Pärnu                 | 3 - 1 | Mladost Kaštela    | 25-18, 17-25, 25-10, 25-23        |
| 11 dicembre 2019 Kuressaare Sporthall, Kuressaare Durata: 1h:38 - Spettatori: 720          | Saaremaa              | 3 - 1 | Hapoël Kfar Saba   | 25-18, 23-25, 25-23, 25-16        |
| 11 dicembre 2019 Pabellón Moisés Ruiz, Almería Durata: 1h:12 - Spettatori: 520             | Almería               | 3 - 0 | Graz               | 25-22, 25-23, 25-11               |
| 10 dicembre 2019 Sala Polivalentă Oltenia, Craiova Durata: 2h:03 - Spettatori: 300         | Universitatea Craiova | 2 - 3 | Kladno             | 25-20, 25-27, 25-14, 22-25, 11-15 |
| 11 dicembre 2019 Športna dvorana, Kamnik Durata: 1h:36 - Spettatori: 50                    | Kamnik                | 3 - 1 | Sporting Lisbona   | 25-18, 25-15, 23-25, 25-20        |
| 10 dicembre 2019 Pénzügyőr Sportegyesület, Budapest Durata: 1h:03 - Spettatori: 350        | Pénzügyőr             | 3 - 0 | Omonia             | 25-19, 25-23, 25-15               |
| 10 dicembre 2019 Ali Yücel Spor Salonu, Tokat Durata: 1h:17 - Spettatori: 700              | Tokat                 | 0 - 3 | Haasrode Leuven    | 25-27, 16-25, 23-25               |
| 11 dicembre 2019 Bahnhofhalle, Lucerna Durata: 1h:11 - Spettatori: 350                     | Lucerna               | 0 - 3 | Montpellier        | 19-25, 25-27, 9-25                |
| 11 dicembre 2019 Kaposvár Aréna, Kaposvár Durata: 1h:51 - Spettatori: 450                  | Kaposvár              | 1 - 3 | Lycurgus           | 25-18, 20-25, 26-28, 22-25        |
| 12 dicembre 2019 Univ. Sportsko Kulturni Centar, Podgorica Durata: 1h:51 - Spettatori: 120 | Budućnost Podgorica   | 3 - 2 | VKP Nitra          | 25-17, 19-25, 21-25, 25-20, 15-12 |
| 11 dicembre 2019 Salle Colette-Besson, Rennes Durata: 1h:14 - Spettatori: 1 200            | Rennes                | 3 - 0 | Schönenwerd        | 25-16, 25-15, 25-17               |
| 11 dicembre 2019 Kildeskovshallen, Gentofte Durata: 1h:48 - Spettatori: 250                | Gentofte              | 3 - 2 | Zalău              | 25-14, 25-22, 17-25, 23-25, 15-12 |
| 10 dicembre 2019 Sports Hall, Karlovy Vary Durata: 1h:36 - Spettatori: 675                 | Karlovarsko           | 3 - 1 | Budaŭnik Minsk     | 16-25, 25-19, 25-20, 25-20        |
| 11 dicembre 2019 Hala Centrum, Dąbrowa Górnicza Durata: 1h:16 - Spettatori: 2 687          | Warta Zawiercie       | 3 - 0 | Hebăr              | 25-21, 25-21, 25-18               |
| 12 dicembre 2019 Palestra Bill Clinton, Ferizaj Durata: 1h:04 - Spettatori: 200            | Luboteni              | 0 - 3 | Spor Toto          | 11-25, 15-25, 13-25               |

#### Ritorno
| 19 dicembre 2019 Centro Pavesi, Milano Durata: 0h:55 - Spettatori: 560                        | Powervolley Milano | 3 - 0 | Erzeni                | 25-14, 25-11, 25-21                          |
| 18 dicembre 2019 Gradska dvorana Kaštela, Castelli Durata: 2h:03 - Spettatori: 245            | Mladost Kaštela    | 3 - 1 | Pärnu                 | 23-25, 25-23, 25-19, 25-21 Golden set: 17-15 |
| 17 dicembre 2019 Green Hall, Kfar Saba Durata: 1h:13 - Spettatori: 450                        | Hapoël Kfar Saba   | 0 - 3 | Saaremaa              | 22-25, 23-25, 17-25                          |
| 18 dicembre 2019 Raiffeisen Sportpark, Graz Durata: 1h:59 - Spettatori: 700                   | Graz               | 2 - 3 | Almería               | 25-23, 22-25, 23-25, 25-21, 10-15            |
| 18 dicembre 2019 Kladenská sportovní hala, Kladno Durata: 1h:22 - Spettatori: 378             | Kladno             | 3 - 0 | Universitatea Craiova | 25-17, 25-23, 25-15                          |
| 17 dicembre 2019 Pavilhão João Rocha, Lisbona Durata: 1h:16 - Spettatori: 510                 | Sporting Lisbona   | 3 - 0 | Kamnik                | 25-18, 25-17, 25-22 Golden set: 15-8         |
| 11 dicembre 2019 Pénzügyőr Sportegyesület, Budapest Durata: 0h:59 - Spettatori: 200           | Omonia             | 0 - 3 | Pénzügyőr             | 11-25, 17-25, 16-25                          |
| 17 dicembre 2019 SportOase, Lovanio Durata: 1h:44 - Spettatori: 2 800                         | Haasrode Leuven    | 3 - 1 | Tokat                 | 25-19, 24-26, 25-22, 25-23                   |
| 18 dicembre 2019 Palais des Sports Delmas, Castelnau-le-Lez Durata: 1h:15 - Spettatori: 1 750 | Montpellier        | 3 - 0 | Lucerna               | 25-20, 25-18, 25-13                          |
| 19 dicembre 2019 MartiniPlaza, Groninga Durata: 1h:19 - Spettatori: 1 200                     | Lycurgus           | 3 - 0 | Kaposvár              | 25-20, 25-19, 25-22                          |
| 18 dicembre 2019 Mestská športová hala, Nitra Durata: 1h:05 - Spettatori: 200                 | VKP Nitra          | 3 - 0 | Budućnost Podgorica   | 25-18, 25-14, 25-14                          |
| 18 dicembre 2019 BetoncoupeArena, Schönenwerd Durata: 1h:08 - Spettatori: 600                 | Schönenwerd        | 0 - 3 | Rennes                | 18-25, 17-25, 17-25                          |
| 18 dicembre 2019 Sala Sporturilor Gheorghe Tadici, Zalău Durata: 1h:08 - Spettatori: 450      | Zalău              | 3 - 0 | Gentofte              | 25-20, 25-20, 25-19                          |
| 18 dicembre 2019 Čižovka-Arena, Minsk Durata: 1h:02 - Spettatori: 500                         | Budaŭnik Minsk     | 0 - 3 | Karlovarsko           | 19-25, 13-25, 18-25                          |
| 18 dicembre 2019 Sportna Zala Vasıl Levski, Pazardžik Durata: 1h:57 - Spettatori: 1 100       | Hebăr              | 2 - 3 | Warta Zawiercie       | 21-25, 25-18, 25-20, 20-25, 9-15             |
| 17 dicembre 2019 Başkent Voleybol Salonu, Ankara Durata: 0h:57 - Spettatori: 250              | Spor Toto          | 3 - 0 | Luboteni              | 25-11, 25-11, 25-19                          |

#### Squadre qualificate
| - Haasrode Leuven - Mladost Kaštela - Saaremaa - Montpellier - Rennes - Powervolley Milano - Lycurgus - Warta Zawiercie | - Sporting Lisbona - Karlovarsko - Kladno - Zalău - VKP Nitra - Almería - Spor Toto - Pénzügyőr |

### Ottavi di finale

#### Andata
| 29 gennaio 2020 Gradska dvorana Kaštela, Castelli Durata: 1h:08 - Spettatori: 320            | Mladost Kaštela | 0 - 3 | Powervolley Milano | 19-25, 20-25, 20-25               |
| 29 gennaio 2020 Kuressaare Sporthall, Kuressaare Durata: 2h:12 - Spettatori: 1 000           | Saaremaa        | 2 - 3 | Almería            | 25-23, 21-25, 25-23, 26-28, 13-15 |
| 29 gennaio 2020 Kladenská sportovní hala, Kladno Durata: 1h:27 - Spettatori: 300             | Kladno          | 0 - 3 | Sporting Lisbona   | 25-27, 17-25, 23-25               |
| 29 gennaio 2020 Sport 11 Hall, Budapest Durata: 1h:36 - Spettatori: 450                      | Pénzügyőr       | 3 - 1 | Haasrode Leuven    | 26-24, 25-23, 18-25, 25-14        |
| 29 gennaio 2020 Palais des Sports Delmas, Castelnau-le-Lez Durata: 1h:30 - Spettatori: 1 632 | Montpellier     | 3 - 0 | Lycurgus           | 25-17, 26-24, 25-21               |
| 12 febbraio 2020 Salle Colette-Besson, Rennes Durata: 1h:17 - Spettatori: 1 500              | Rennes          | 3 - 0 | VKP Nitra          | 25-18, 25-17, 25-21               |
| 29 gennaio 2020 Sports Hall, Karlovy Vary Durata: 1h:08 - Spettatori: 812                    | Karlovarsko     | 3 - 0 | Zalău              | 25-15, 25-20, 25-20               |
| 29 gennaio 2020 Hala Centrum, Dąbrowa Górnicza Durata: 1h:11 - Spettatori: 2 614             | Warta Zawiercie | 3 - 0 | Spor Toto          | 25-13, 25-11, 25-19               |

#### Ritorno
| 13 febbraio 2020 Centro Pavesi, Milano Durata: 1h:09 - Spettatori: 571                   | Powervolley Milano | 3 - 0 | Mladost Kaštela | 25-22, 25-14, 25-16                          |
| 13 febbraio 2020 Pabellón Moisés Ruiz, Almería Durata: 1h:50 - Spettatori: 1 200         | Almería            | 1 - 3 | Saaremaa        | 20-25, 19-25, 25-19, 16-25                   |
| 11 febbraio 2020 Pavilhão João Rocha, Lisbona Durata: 1h:53 - Spettatori: 349            | Sporting Lisbona   | 2 - 3 | Kladno          | 25-20, 23-25, 25-15, 14-25, 12-15            |
| 12 febbraio 2020 SportOase, Lovanio Durata: 2h:20 - Spettatori: 2 500                    | Haasrode Leuven    | 3 - 1 | Pénzügyőr       | 26-24, 25-23, 25-27, 35-33 Golden set: 12-15 |
| 12 febbraio 2020 Alfa-college Sportcentrum, Groninga Durata: 1h:47 - Spettatori: 900     | Lycurgus           | 1 - 3 | Montpellier     | 20-25, 25-22, 14-25, 26-28                   |
| 29 gennaio 2020 Mestská športová hala, Nitra Durata: 1h:36 - Spettatori: 230             | VKP Nitra          | 1 - 3 | Rennes          | 18-25, 25-22, 20-25, 21-25                   |
| 12 febbraio 2020 Sala Sporturilor Gheorghe Tadici, Zalău Durata: 1h:35 - Spettatori: 700 | Zalău              | 1 - 3 | Karlovarsko     | 20-25, 20-25, 25-19, 23-25                   |
| 12 febbraio 2020 Başkent Voleybol Salonu, Ankara Durata: 1h:44 - Spettatori: 180         | Spor Toto          | 3 - 1 | Warta Zawiercie | 25-18, 21-25, 25-21, 25-22 Golden set: 15-13 |

#### Squadre qualificate
- Saaremaa
- Montpellier
- Rennes
- Powervolley Milano
- Sporting Lisbona
- Karlovarsko
- Spor Toto
- Pénzügyőr

### Quarti di finale

#### Andata
| 5 marzo 2020 Kuressaare Sporthall, Kuressaare Durata: 1h:40 - Spettatori: 1 280  | Powervolley Milano | 3 - 1 | Saaremaa    | 21-25, 25-22, 25-21, 25-18 |
| 5 marzo 2020 Pavilhão João Rocha, Lisbona Durata: 1h:07 - Spettatori: 356        | Sporting Lisbona   | 3 - 0 | Pénzügyőr   | 25-18, 25-18, 25-21        |
| 26 febbraio 2020 Salle Colette-Besson, Rennes Durata: 1h:23 - Spettatori: 1 500  | Rennes             | 3 - 0 | Montpellier | 25-19, 25-19, 25-22        |
| 25 febbraio 2020 Başkent Voleybol Salonu, Ankara Durata: 1h:12 - Spettatori: 100 | Spor Toto          | 3 - 0 | Karlovarsko | 25-22, 25-19, 25-19        |

#### Ritorno
| 4 marzo 2020 Kuressaare Sporthall, Kuressaare Durata: 1h:14 - Spettatori: 1 370           | Saaremaa    | 0 - 3 | Powervolley Milano | 21-25, 18-25, 23-25                          |
| 25 febbraio 2020 UTE Csarnok, Budapest Durata: 1h:58 - Spettatori: 300                    | Pénzügyőr   | 2 - 3 | Sporting Lisbona   | 18-25, 25-22, 25-19, 22-25, 8-15             |
| 4 marzo 2020 Palais des Sports Delmas, Castelnau-le-Lez Durata: 1h:14 - Spettatori: 1 915 | Montpellier | 0 - 3 | Rennes             | 17-25, 12-25, 21-25                          |
| 4 marzo 2020 Sports Hall, Karlovy Vary Durata: 2h:11 - Spettatori: 700                    | Karlovarsko | 3 - 1 | Spor Toto          | 25-21, 31-33, 25-21, 25-23 Golden set: 12-15 |

#### Squadre qualificate
- Rennes
- Powervolley Milano
- Sporting Lisbona
- Spor Toto

### Semifinali

#### Andata
| Durata: 0h:00 - Spettatori: 0 | Powervolley Milano | - | Sporting Lisbona | annullata |
| Durata: 0h:00 - Spettatori: 0 | Rennes             | - | Spor Toto        | annullata |

#### Ritorno
| Durata: 0h:00 - Spettatori: 0 | Sporting Lisbona | - | Powervolley Milano | annullata |
| Durata: 0h:00 - Spettatori: 0 | Spor Toto        | - | Rennes             | annullata |

### Finale

#### Andata
| Durata: 0h:00 - Spettatori: 0 |  | - |  | annullata |

#### Ritorno
| Durata: 0h:00 - Spettatori: 0 |  | - |  | annullata |

#### Squadra campione
- titolo non assegnato